# Karoline Elke Löffler
Karoline Elke Löffler (* 6. November 1965 in Stuttgart) ist eine deutsche Illustratorin.
Löffler studierte an der École des Arts Décoratifs in Straßburg Illustration und beendete ihr Studium an der Staatlichen Akademie der Bildenden Künste in Stuttgart. Während ihres Studiums lehrte sie an einer Jugendkunstschule – die Arbeit mit der „ursprünglichen Kreativität“ von Kindern wirkte immer inspirierend auf ihre Arbeit. Durch die Verbindung der Technik der Monotypie und der Collage ergibt sich ihr unverkennbarer Stil, der ihre Werke charakterisiert.
Sie lebt seit 1995 in Berlin. Löffler illustrierte unter anderem für du, Elle, die Taz, Das Magazin und Beltz & Gelberg.

## Publikationen
- Techtel Mechtel. UVT, 1993
- Monetüm & Ungster. UVT, 1993
- Petronella Zibebe. Art Connection, Goch, 1995
- DelikatEssen. Atelier Schtutschka, 2001
- Babyalbum. TCM über Ravensburger Verlag, 2006
- Das Märchen von dem Baron von Hüpfenstich. Bibliothek der Provinz, 2013
- Hotel wilder Mann. Boder Verlag, 2013
- Kleiner Löwe William. Eichhörnchen Verlag, Neustadt (Dosse) 2020, ISBN 978-3-9818726-9-9.
- Potoschnik. Eine Geschichte über Brokkoli, das Leben und die Kraft der Sonne. Goldblatt Verlag, Berlin 2021, ISBN 978-3-948676-01-8.
- Stadtspaziergang. Eichhörnchen Verlag, Neustadt (Dosse) 2022, ISBN 978-3-9818726-5-1.
- Unterwegs. Eichhörnchen Verlag, Neustadt (Dosse) 2022, ISBN 978-3-948945-02-2.

| Personendaten    | Personendaten          |
| ---------------- | ---------------------- |
| NAME             | Löffler, Karoline Elke |
| KURZBESCHREIBUNG | deutsche Illustratorin |
| GEBURTSDATUM     | 6. November 1965       |
| GEBURTSORT       | Stuttgart              |